# Venustiano Carranza, Texistepec
Venustiano Carranza är en ort i Mexiko.   Den ligger i kommunen Texistepec och delstaten Veracruz, i den sydöstra delen av landet, 500 km öster om huvudstaden Mexico City. Venustiano Carranza ligger 15 meter över havet och antalet invånare är 1 097.
Terrängen runt Venustiano Carranza är platt. Runt Venustiano Carranza är det ganska glesbefolkat, med 29 invånare per kvadratkilometer. Närmaste större samhälle är Hidalgotitlán, 18,3 km nordost om Venustiano Carranza. Trakten runt Venustiano Carranza består till största delen av jordbruksmark.